# Tom e il gatto giallo
Tom e il gatto giallo (Catty-Cornered) è un film del 1966 diretto da Abe Levitow. È il ventiquattresimo dei 34 cortometraggi animati della serie Tom & Jerry prodotti da Chuck Jones con il suo studio Sib-Tower 12 Productions. Venne distribuito l'8 settembre del 1966 dalla Metro-Goldwyn-Mayer.

## Trama
Jerry vive in un cunicolo di un muro tra due appartamenti, uno in cui vive Tom e l'altro in cui vive Vercingetorige. Jerry fa di tutto per far combattere i due gatti tra di essi, a loro insaputa. Dopo una serie di disastrosi combattimenti, i due gatti decidono di far saltare in aria la tana di Jerry con delle granate, ma il tutto finisce per ritorcersi contro. Tom e Vercingetorige abbandonano i loro appartamenti, mentre Jerry a loro insaputa li segue.